# Pommier
Malus
Pour les articles homonymes, voir Pommier (homonymie) et Malus.
Genre
Classification APG III (2009)
Malus (Les pommiers) est un genre de plantes à fleurs de la famille des Rosacées.
Ce genre comprend une quarantaine d'espèces d'arbres ou d'arbustes dont la plus importante, sur le plan de l'alimentation humaine, est le pommier domestique (Malus domestica) dont le fruit est la pomme. On connaît aujourd'hui plus de 20 000 variétés (sous-espèces et cultivars).
Bien que tous les pommiers produisent des fleurs puis des pommes, les espèces cultivées uniquement à titre ornemental sont souvent appelées de manière générique « pommier à fleurs » ou encore « pommier d'ornement » quand ils donnent de petits fruits décoratifs. Certaines espèces et cultivars sont appelées des pommetiers en Amérique du Nord francophone.

## Histoire
Le pommier Malus sieversii (à gros fruits) est originaire de Kirghizistan et du Kazakhstan, dans la région d'Almaty (ex Alma-Ata). Sa présence est attestée il y a environ 50 millions d'années. On y trouve des forêts originelles de pommiers dont certains mesurent 30 mètres de haut pour deux mètres de circonférence et vivent jusqu'à 300 ans. Ces forêts originelles ont été longtemps menacées, mais le gouvernement kazakh semble actuellement prendre conscience de la nécessité de préserver cet unique bassin génétique, qui d'ores et déjà commence à servir pour la création de nouvelles variétés plus résistantes.
Le pommier sauvage Malus sylvestris est déjà présent et exploité en Europe occidentale au Néolithique : de petites pommes sauvages sont cueillies, coupées et séchées sur des claies dès le IVe millénaire dans la combe d'Ain.
La sélection des pommiers sauvages se serait faite en Asie centrale durant les dizaines de milliers d'années précédentes grâce aux ours locaux qui, privilégiant les pommes les plus sucrées et les plus grosses, les auraient disséminées en permettant à leurs pépins de pousser depuis leurs selles.
À la suite des interventions du généticien russe Nicolaï Vavilov qui a découvert l'importance du lieu, puis de son successeur Aymak Djangaliev (en), qui s'est donné comme mission de défendre ces forêts originelles et qui avait fondé consécutivement trois vergers conservatoires de pommiers sauvages (tous détruits). En France, Catherine Peix, fondatrice de l'association ALMA, poursuit le combat pour la préservation de ce patrimoine unique au monde.

## Caractéristiques générales
Les espèces du genre Malus sont généralement des petits arbres ou des arbustes à feuilles alternes caduques, parfois épineux. Les fleurs blanches ou roses, parfois rouges sont groupées en petites ombelles et donnent une floraison souvent décorative. Elles se caractérisent par un ovaire infère à 2 ou 3 loges.

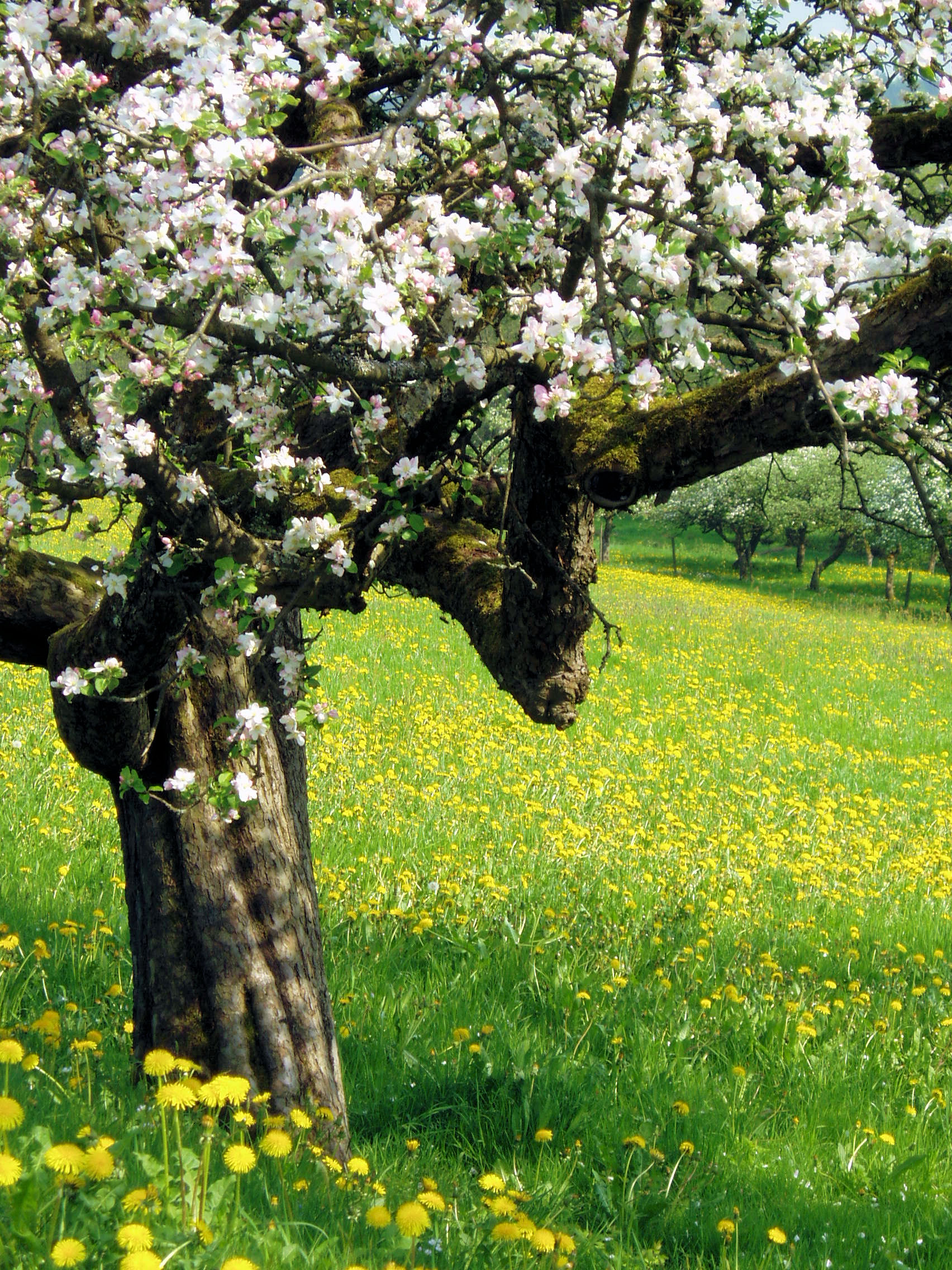
Pommier au printemps.

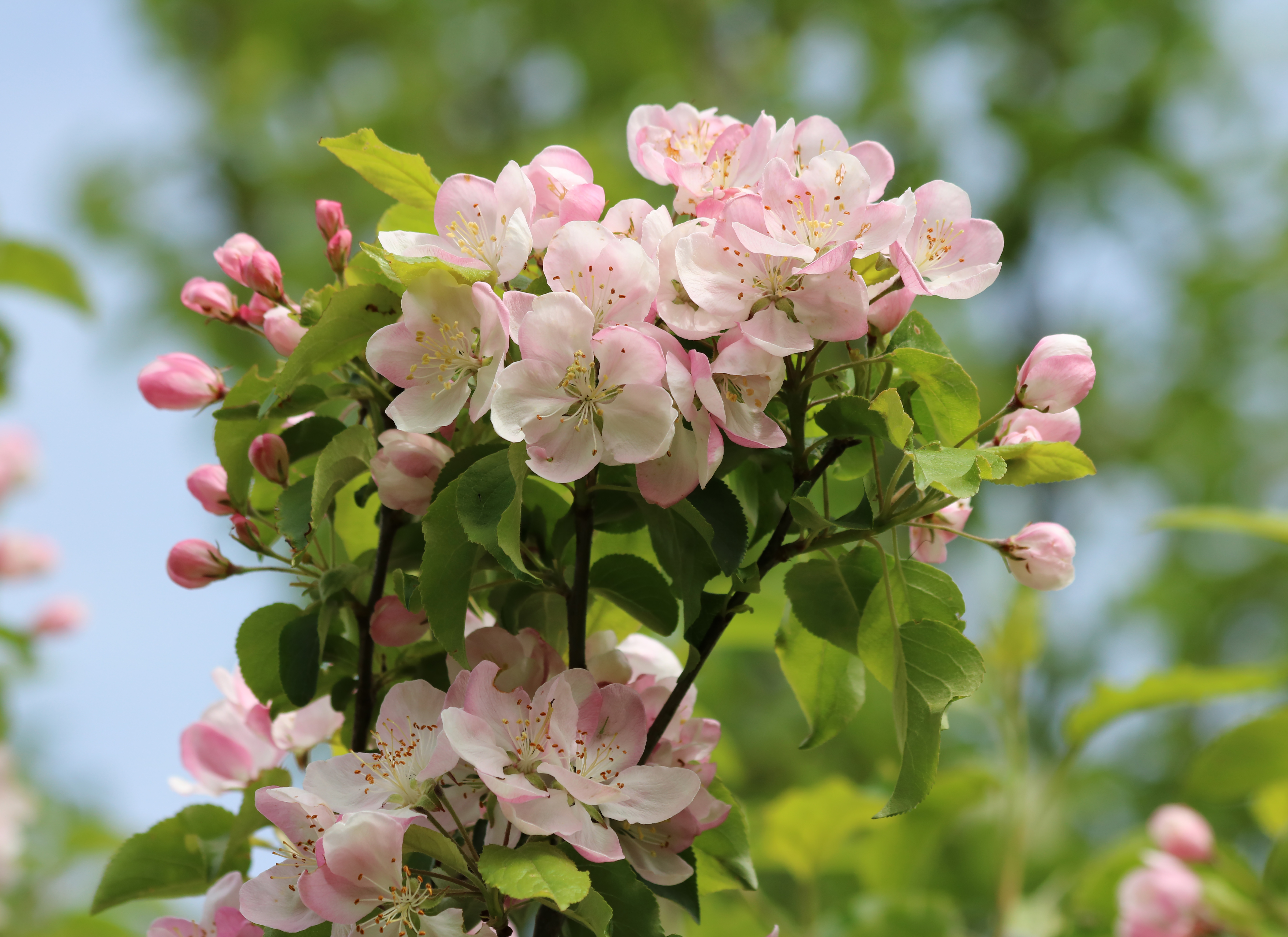
Fleurs de pommier, en Ukraine en Mai 2017.

## Utilisation
Certaines espèces de pommiers sont cultivées, soit pour leurs fruits (les pommes), soit comme pollinisateurs, soit comme arbres d'ornement (pommiers à fleurs), soit pour leur bois.

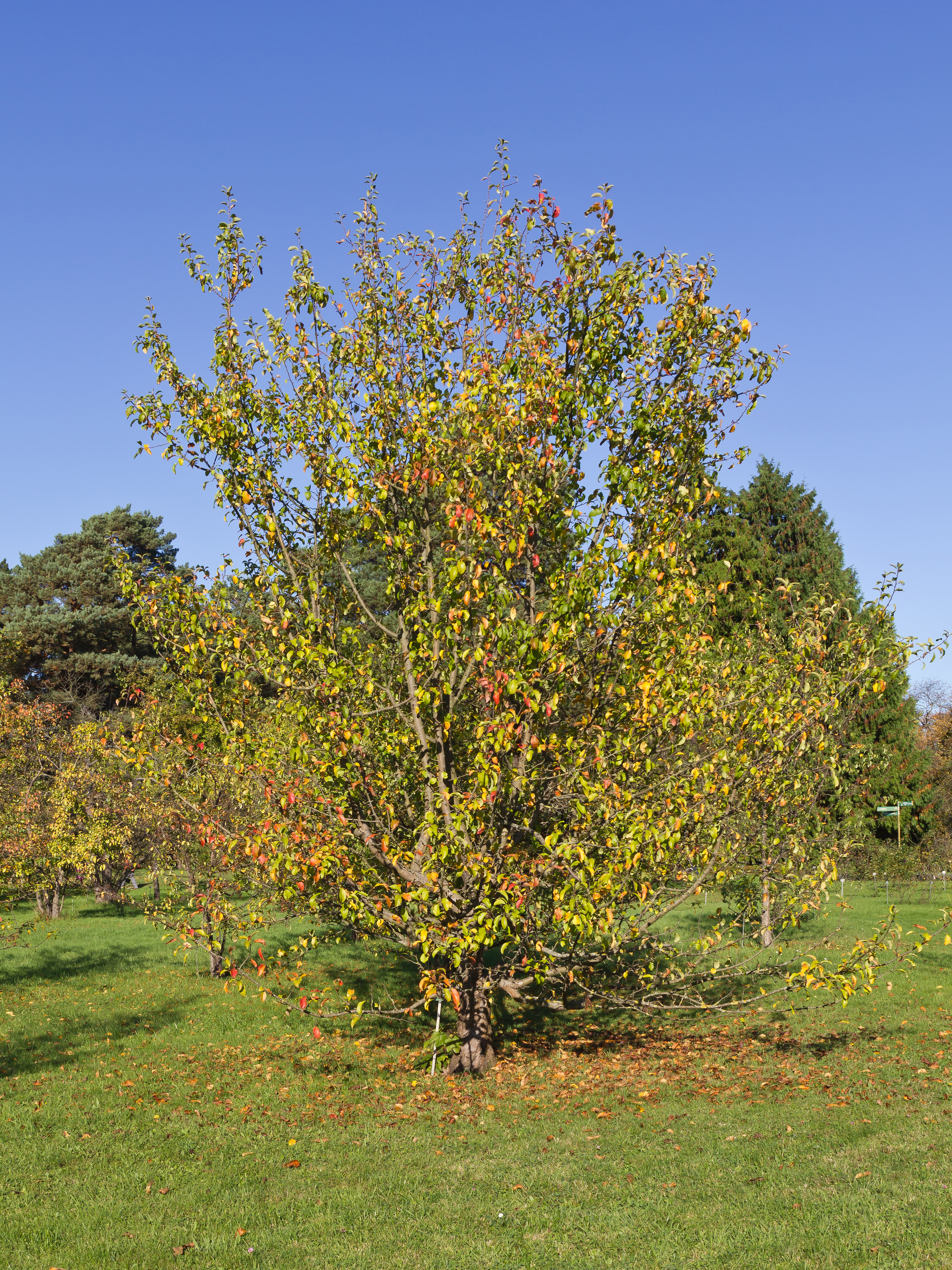
Pommier Malus sieversii.
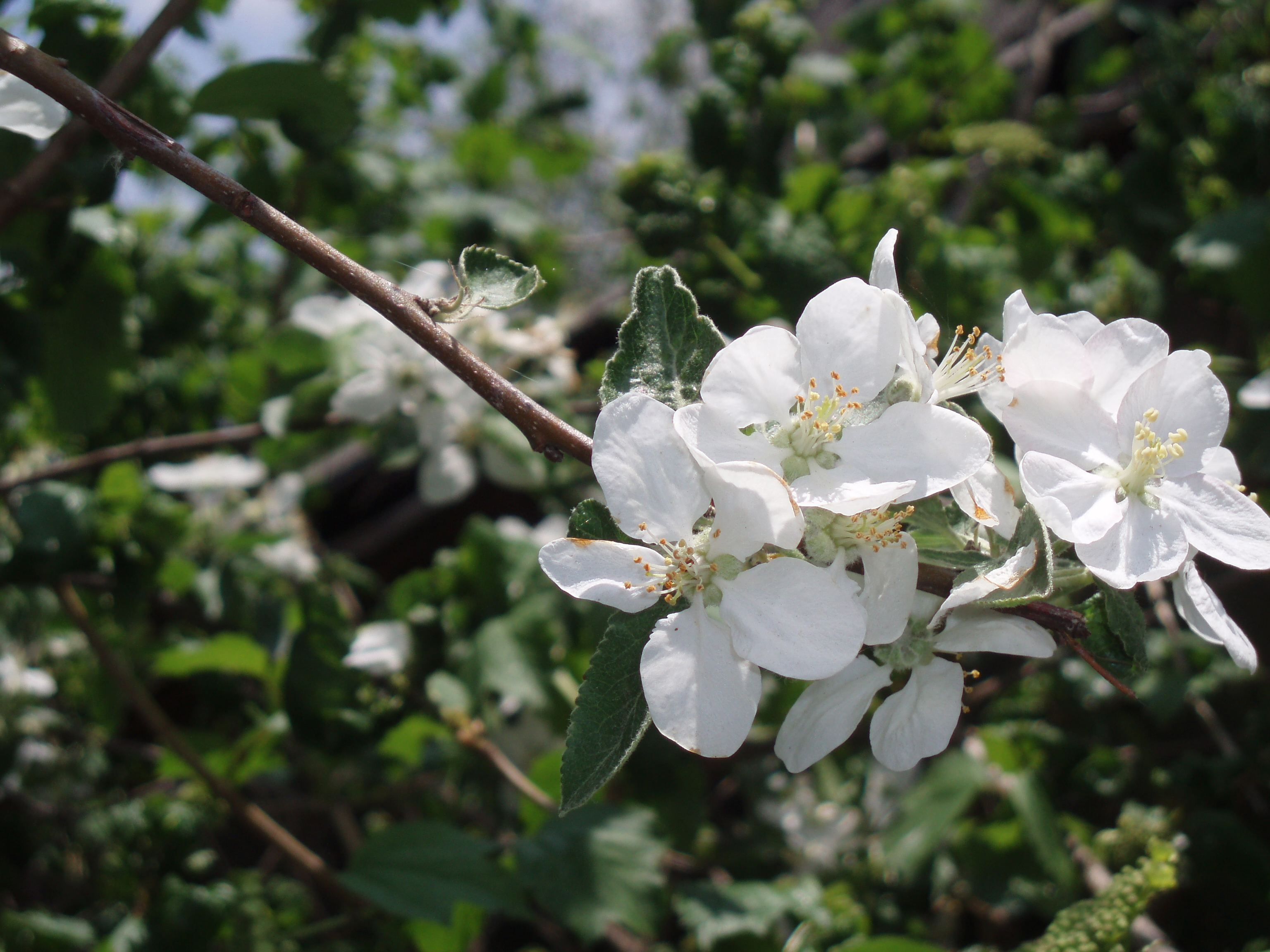
Fleurs de pommier.
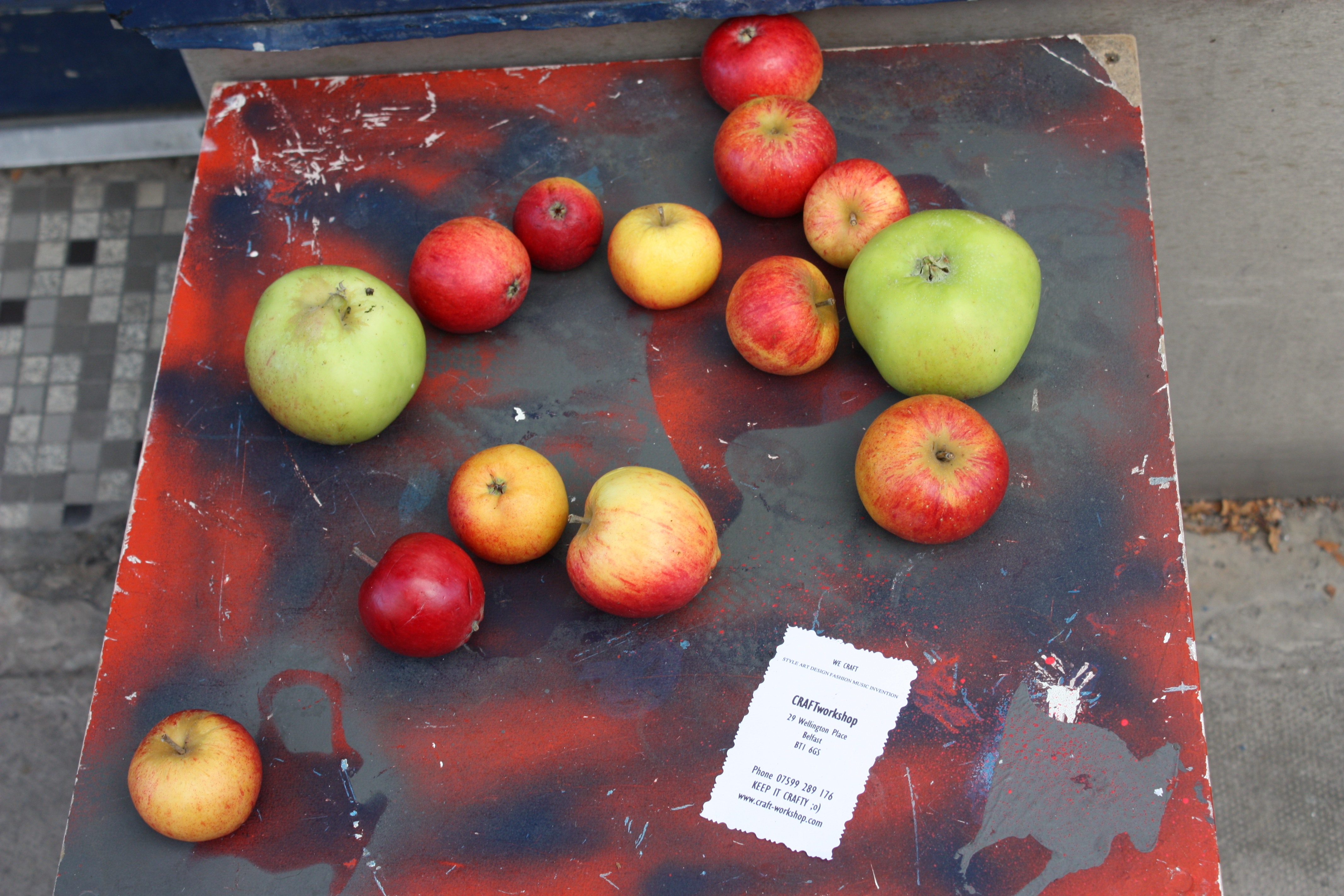
Plusieurs variétés de pommes.
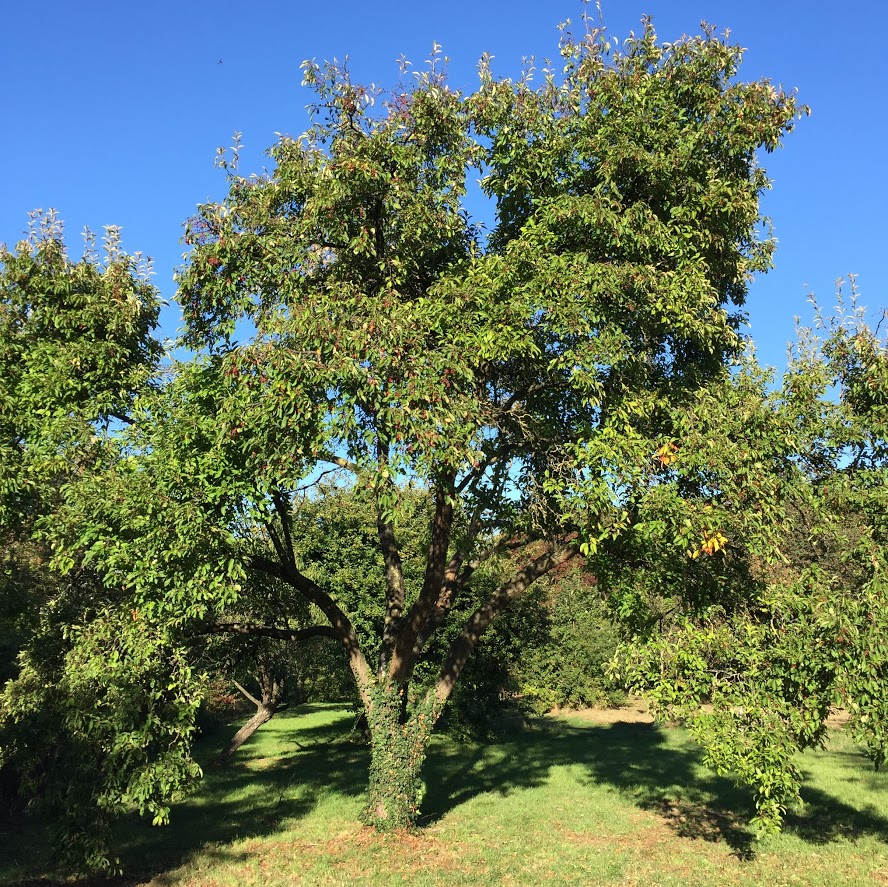
Arbre ornemental Malus baccata.
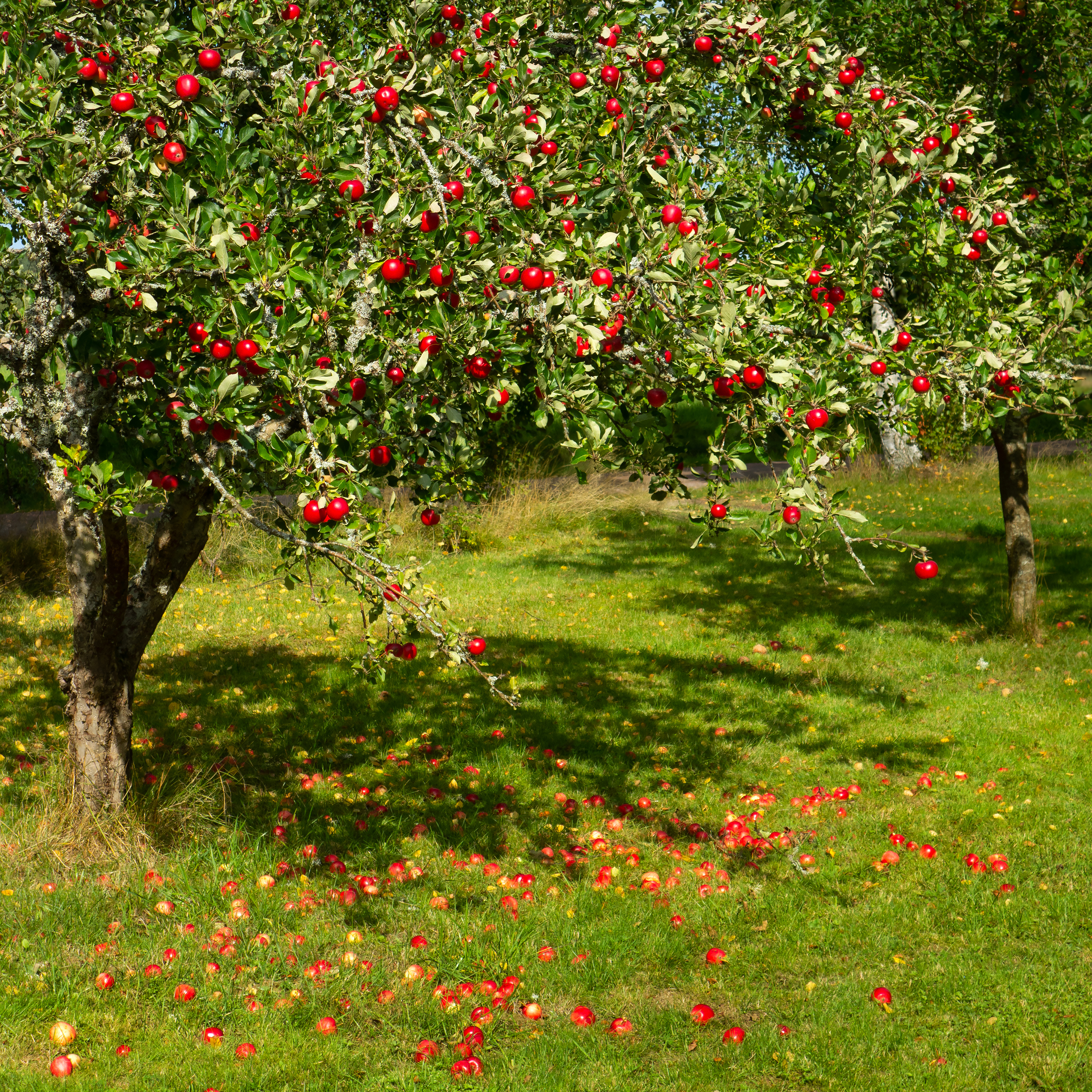
Pommier 'Särsö', à Lysekil (commune), Suède. Le rouge des pommes est dû à la chaleur exceptionnelle de l'été 2018.

## Parasites, maladies, alternance

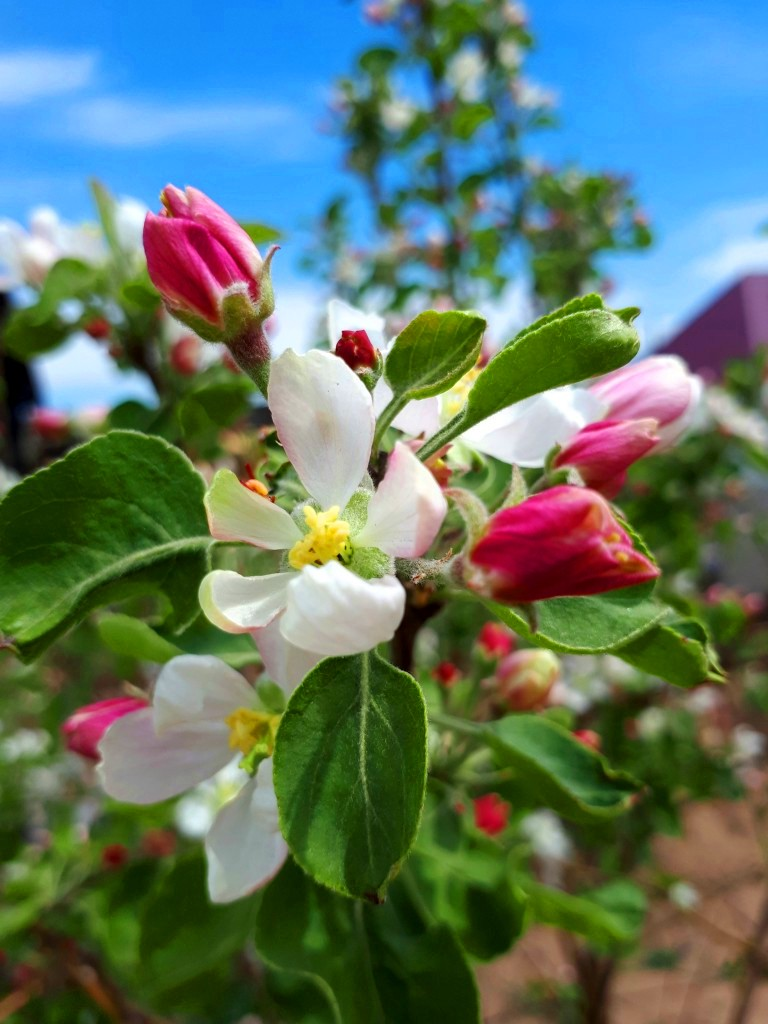
Fleur de pommier (Sibérie orientale).

Outre les parasites et les maladies, le pommier est sujet à l'alternance biennale qui affecte inégalement selon les cultivars la régularité de la production et la qualité du fruit.

### Ravageurs
Les chenilles de papillons de nuit (hétérocères) suivantes (classées par famille) se nourrissent de pommiers : 
- citronnelle rouillée,
- phalène du buplèvre (Geometridae),
- livrée des arbres (Lasiocampidae),
- bombyx disparate (Lymantriidae),
- double oméga, (Noctuidae),
- noctuelle cuivrée (Noctuidae).

### Maladies du pommier
Une maladie, la tavelure du pommier est due à un champignon ascomycète nommé Venturia inaequalis. Pour lutter contre ce champignon, des variétés de pommiers résistantes ont été créées grâce au recours à la cisgénèse,,.

### Alternance biennale
Le pommier est sensible à l'alternance bisannuelle, phénomène partiellement élucidé. Les techniques horticoles (taille, architecture, éclaircissement, action sur les régulateurs de floraison, etc.) sont des moyens efficaces de prévention. La thèse de C.C. Gottschalk (Université du Michigan - 2020) est une étape importante de la compréhension de l'induction florale chez le pommier. Elle identifie les gènes impliqués dans l'initiation florale, caractérise leur expression (favoriser ou réprimer la floraison) et compare la diversité de l'expression chez six cultivars de pommier, décrit les effets favorables, y compris sur la qualité des fruits) de l'application de gibbérelline, inhibiteur de floraison usuel .
L'acide alpha-naphtylacétique (ou  naphtyl-1 acétique) est spécialement appliqué aux pommiers pour provoquer un éclaircissement, soit sur les jeunes fruits < 12 mm, soit deux semaines avant la récolte. Une étude russe montre que cela donne des résultats positifs sur le nombre de fruits et leur grosseur.
Partant de la constatation que la parthénocarpie, l'infécondité et l'alternance sont liés chez les pommiers et que les cultivars parthénocarpiques réduisent l'alternance et la stérilité une monographie (2022) inventorie les recherches visant à fixer ce trait dans des nouveaux cultivars commerciaux.